# Championnats du monde de cyclisme sur route 1985
Navigation
Barcelone 1984 Colorado Springs 1986
Les championnats du monde de cyclisme sur route 1985 ont eu lieu le 1er septembre 1985 à Giavera del Montello en Italie. 

## Résultats
| Épreuves :                                       | Or                                                                            | Or              | Argent                                                                       | Argent | Bronze                                                                 | Bronze |
| Épreuves masculines                              |                                                                               |                 |                                                                              |        |                                                                        |        |
| Hommes - course en ligne                         | Joop Zoetemelk Pays-Bas                                                       | 6 h 26 min 38 s | Greg LeMond États-Unis                                                       | -      | Moreno Argentin Italie                                                 | -      |
| Hommes - amateurs - course en ligne              | Lech Piasecki Pologne                                                         | -               | Johnny Weltz Danemark                                                        | -      | Frank Van de Vijver Belgique                                           | -      |
| Hommes - amateurs - contre-la-montre par équipes | Union soviétique Vasyl Zhdanov Viktor Klimov Igor Sumnikov Alexandre Zinoviev | -               | Tchécoslovaquie Vladimír Hrůza (ca) Milan Jurčo Michal Klasa Milan Křen (ca) | -      | Italie Marcello Bartalini Massimo Podenzana Eros Poli Claudio Vandelli | -      |
| Épreuve féminine                                 |                                                                               |                 |                                                                              |        |                                                                        |        |
| Femmes - course en ligne                         | Jeannie Longo France                                                          | -               | Maria Canins Italie                                                          | -      | Sandra Schumacher Allemagne de l'Ouest                                 | -      |

## Tableau des médailles
| Rang  | Nation               | Or | Argent | Bronze | Total |
| ----- | -------------------- | -- | ------ | ------ | ----- |
| 1     | France               | 1  | 0      | 0      | 1     |
| 1     | Pologne              | 1  | 0      | 0      | 1     |
| 1     | Pays-Bas             | 1  | 0      | 0      | 1     |
| 1     | Union soviétique     | 1  | 0      | 0      | 1     |
| 5     | Italie               | 0  | 1      | 2      | 3     |
| 6     | États-Unis           | 0  | 1      | 0      | 1     |
| 6     | Danemark             | 0  | 1      | 0      | 1     |
| 6     | Tchécoslovaquie      | 0  | 1      | 0      | 1     |
| 9     | Belgique             | 0  | 0      | 1      | 1     |
| 9     | Allemagne de l'Ouest | 0  | 0      | 1      | 1     |
| Total | Total                | 4  | 4      | 4      | 12    |